# César Thier
César Luís Thier, conhecido como César Thier ou apenas Thier (Santa Cruz do Sul, 15 de outubro de 1967) é um ex-futebolista brasileiro que atuava como goleiro. Atualmente, é auxiliar-técnico do Hoffenheim.

## Carreira
Revelado nas categorias de base do Santa Cruz-RS, o goleiro iniciou sua carreira profissional no mesmo clube, em 1987, aos 19 anos de idade. Jogou ainda pelo Galo Carijó em 1991 e entre 1992-93. Ele também defendeu o São Paulo de Rio Grande no período 1989-90, além de uma rápida passagem em 1991.
Em 1993, Thier foi para a Alemanha, onde defenderia o Borussia Fulda, clube que disputava a Regionalliga Sud, por uma temporada. Após uma curta passagem pelo Holstein Kiel (3 jogos), regressou ao Borussia em 1995, e embora tivesse vencido a Oberliga Hessen em 1995-96, o goleiro não permaneceria na equipe, que conquistaria outro título da quarta divisão em 2000-01 antes de ser rebaixada, ficando em 18º lugar na Regionalliga Sud.
Por 8 anos, jogou pelo Kickers Offenbach, onde foi campeão da Regionalliga Sud em 2004-05. Após 231 partidas (é o terceiro jogador que mais entrou em campo pelo Kickers), Thier pendurou as chuteiras em 2008, sendo ainda o mais velho jogador a disputar uma partida pelo clube, aos 40 anos, 7 meses e 3 dias, contra o VfL Osnabrück.

## Pós-aposentadoria
No dia seguinte à aposentadoria dos gramados, César Thier foi contratado pelo Hoffenheim para ser o treinador de goleiros. Ele também exerceria a função no time B entre 2011 e 2013, quando foi promovido a auxiliar-técnico, onde permanece até hoje.

## Títulos
Borussia Fulda
- Oberliga Hessen: 1995-96
- Supercopa da Alemanha: 1988, 1993, 1994

Kickers Offenbach
- Regionalliga Süd: 2004-05